# Loreo
Loreo este o comună din provincia Rovigo, regiunea Veneto, Italia, cu o populație de 3.255 locuitori (1 ianuarie 2023) și o suprafață de 39,84 km².

## Demografie
Loreo - evoluția demografică

|  | Graficele sunt indisponibile din cauza unor probleme tehnice. Mai multe informații se găsesc la Phabricator și la wiki-ul MediaWiki. |

Date: Recensăminte sau birourile de statistică - grafică realizată de Wikipedia